# Kernkraftwerk Turkey Point
Das Kernkraftwerk Turkey Point (englisch Turkey Point Nuclear Generating Station) besitzt zwei Druckwasserreaktoren und liegt in Homestead im US-Bundesstaat Florida, 40 km südlich von Miami.
Die Kraftwerksanlage Turkey Point bestand ursprünglich aus zwei konventionellen mit Öl befeuerten Kraftwerksblöcken 1 und 2 mit einer Leistung von 400 MW und zwei Druckwasserreaktoren von Westinghouse (Blöcke 3 und 4 mit je 729 MW). Im Jahr 2007 wurde die Anlage um Block 5, ein Gas-und-Dampf-Kombikraftwerk mit 1150 MW erweitert und danach die beiden ölthermischen Blöcke rückgebaut. Die beiden AKW-Blöcke erhielten 2020 von der NRC eine Laufzeitverlängerung von 60 auf 80 Jahre.

## Geschichte
Am 27. April 1967 startete der Bau der beiden Reaktorblöcke, Block 3 wurde erstmals am 20. Oktober 1972 kritisch, der 4. Block am 11. Juni 1973. Die erste Netzsynchronisation fand für Block 3 am 2. November 1972 und für Block 4 am 21. Juni 1973 statt, den kommerziellen Leistungsbetrieb nahmen die Reaktoren am 14. Dezember 1972 bzw. 7. September 1973 auf.
Im Jahr 2002 wurden die Betriebsgenehmigungen beider Reaktoren von 40 auf 60 Jahre verlängert, im Jahr 2018 wurde die Genehmigung schließlich auf insgesamt 80 Jahre für beide Blöcke verlängert.
Im Oktober 2015 wurde bekannt, dass ein Rückgang der Krokodilpopulation um das Kernkraftwerk zu beobachten ist, als Grund wird die gestiegene Wassertemperatur um das Kraftwerk herum vermutet.

## Erweiterung
Die Anlage sollte um zwei Westinghouse-Reaktoren des Typs AP-1000 mit einer Nettoleistung von je 1117 MW erweitert werden, im Januar 2010 wurde mitgeteilt, dass die Planung der Reaktoren Turkey Point 6 und 7 vorläufig eingestellt wurde. Im Jahre 2016 wurde dann bekannt, dass die Erweiterungen zugelassen wurden und nun die Inbetriebnahme für die Jahre 2027 und 2028 vorgesehen war. Am 5. April 2018 wurde die Combined License(COL) erteilt, jedoch hatte Westinghouse 2017 aufgrund der Schwierigkeiten mit den 4 Neubauten in Vogtle und V. C. Summer Gläubigerschutz nach Chapter 11 beantragt, womit die Erweiterung mehr als fraglich wurde.

## Zwischenfälle

### Hurrikan Andrew
Der Hurrikan Andrew vom 24. August 1992 hinterließ bei der Anlage diverse äußere Schäden, die teils auch Sicherheitssysteme betrafen. Auch fielen die beiden Blöcke aufgrund der Zerstörung der externen Stromleitungen in den Notstromfall: Die Notstrom-Dieselgeneratoren mussten zur Abfuhr der Nachzerfalls-Wärme mehrere Tage lang betrieben werden.

### Notstromfall
Durch einen Störfall in einem Umspannwerk des US-Energieversorgers Florida Power & Light brach am 26. Februar 2008 im US-Bundesstaat Florida die Energieversorgung im Großraum Miami zusammen. Die beiden Kernreaktoren wurden aufgrund des Spannungsverlustes wie vorgesehen automatisch und sicher heruntergefahren; dieser Vorgang wurde aufgrund des externen Stromausfalls durch die Notstrom-Dieselgeneratoren gewährleistet. Infolge des Zwischenfalls fielen acht weitere Kraftwerke mit einer Leistung von 3400 MW in Florida aus, sodass über drei Millionen Menschen ohne Strom waren.

## Daten der Reaktorblöcke
Das Kernkraftwerk Turkey Point hat zwei Reaktorblöcke:
| Reaktorblock   | Reaktortyp         | Netto- leistung | Brutto- leistung | Baubeginn  | Netzsyn- chronisation | Kommer- zieller Betrieb | Abschal- tung  |
| -------------- | ------------------ | --------------- | ---------------- | ---------- | --------------------- | ----------------------- | -------------- |
| Turkey Point-3 | Druckwasserreaktor | 693 MW          | 729 MW           | 27.04.1967 | 02.11.1972            | 14.12.1972              | (2052 geplant) |
| Turkey Point-4 | Druckwasserreaktor | 693 MW          | 729 MW           | 27.04.1967 | 21.06.1973            | 07.09.1973              | (2053 geplant) |